# Lutte nubienne
 (mars 2013).
Si vous disposez d'ouvrages ou d'articles de référence ou si vous connaissez des sites web de qualité traitant du thème abordé ici, merci de compléter l'article en donnant les références utiles à sa vérifiabilité et en les liant à la section « Notes et références ».
La lutte nubienne est un ancien art qui se pratique depuis plus de 3 000 ans. La plus ancienne représentation de lutteurs nubiens se trouve sur une peinture murale de la tombe de Tyanen, un officier égyptien mort en 1410 av. J.-C.

## Description
Les archers nubiens étaient recrutés dans l’armée égyptienne, et il semble bien que la lutte faisait partie de leur entraînement. Bien que le terme « nubien » désigne indistinctement les populations noires, il semble de plus en plus certain aux historiens, archéologues et anthropologues, que les Nubas actuels du Kordofan sont les descendants des archers et lutteurs nubiens de l’antiquité. Les Nubas pratiquent aussi le combat au bâton et une forme singulière de combat avec bracelet coupant unique dans le monde. Des compétitions sont organisées à certaines époques de l’année. Ces rencontres sont à la conjonction du sport, de la foire, du rituel religieux, des formes sociales de séduction en vue du mariage. 
Il semble qu’un facteur décisif, comme les razzias arabes, a conduit les Nubas à considérer le combat au corps à corps comme une nécessité de survie. La société Nuba du Kordofan s’est ainsi constituée en « éphébie » par un entraînement martial afin de lutter efficacement contre la traite des esclaves. C’est un fait que les marchands d’esclaves, pendant des siècles, durent descendre jusqu’au Delta du Niger pour se procurer des esclaves évitant ces dangereux monts Nubas pourtant très proche de Khartoum.
L'ancienne lutte grecque et la lutte nubienne sont semblables pour ce qui est du style (les lutteurs sont nus et on gagne en faisant tomber l'adversaire). Les lutteurs peuvent utiliser l'ensemble de leur corps, contrairement à l'actuelle lutte gréco-romaine qui, elle, n'autorise qu'à utiliser le haut du corps pour faire tomber. Sur ce point, la lutte nubienne, qui est probablement antérieure à la lutte grecque de plusieurs centaines d'années, n'a pratiquement pas changé depuis des millénaires.

## Historique
La lutte est une tradition profondément ancrée dans la vie du peuple de Nubie ; presque chaque tribu de cette contrée d'Afrique, située entre l'Égypte au nord et le Soudan au sud, la pratique. Même les Arabes Baggara, qui vivent depuis des siècles en harmonie avec les Nubiens, s'y exercent.
En Nubie, la lutte n'était pas seulement un événement sportif, mais également social, auquel prenait part chaque membre de la communauté. Leni Riefenstahl décrit ainsi le rôle qu'y jouent les enfants dans son ouvrage Le Dernier des Nubiens : « Les jeunes enfants, pas encore capables de marcher correctement, commencent à imiter la danse et les positions de lutte de leurs aînés. Depuis sa plus tendre enfance chaque garçon en bonne santé se préparera à devenir un lutteur. Les enfants organisent entre eux des rencontres de lutte et s'ornent de décorations de la même façon que leurs frères et sœurs ainés. Le meilleur d'entre eux gravit peu à peu les échelons. Le désir qui leur tient à cœur est d'être choisi pour une initiation en remportant les matchs de lutte cérémonieux, puis d'être accepté dans la catégorie la plus haute des plus grands lutteurs ».
La lutte est aussi une occasion importante pour des villageois de se rassembler et de renforcer ainsi l'unité de la communauté entière.
Malheureusement l'argent prend actuellement une part de plus en plus grande dans le monde de la lutte nubienne, qui voit peu à peu son particularisme se diluer dans un système de divertissement médiatique à l'occidentale. Que la raison de ce changement soit une tentative de modernisation des traditions antiques de Nubie ou bien une forme d'assimilation culturelle adressée à la région et son riche héritage par un gouvernement national qui continue à prendre des mesures autoritaires contre des cultures non-islamiques, la lutte a bel et bien commencé à perdre de son importance sociale, aussi bien auprès des combattants que des villages.

## Technique
Traditionnellement, les rencontres de lutte commencent après la première moisson en novembre et décembre et se terminent à la fin mars. En règle générale c'est le conseil des anciens qui décident quand et où elles auront lieu, leur fréquence étant fonction de la moisson. Les bonnes années, les matchs peuvent avoir lieu presque quotidiennement. Trois cérémonies peuvent se dérouler à la suite au même endroit. Quand les moissons sont mauvaises, elles se font rares ou n'ont pas lieu du tout. Dans ce contexte, la lutte peut être considérée comme une cérémonie visant à célébrer une bonne récolte.
Lorsque la décision concernant l'organisation d'une rencontre a été prise, on envoie des invitations partout où il y a de bons lutteurs. Généralement les messagers apparaissent au coucher du soleil, puisque c'est à ce moment que les Nubiens s'en retournent des champs. Il y a presque toujours deux messagers ; l'un porte un grand tissu triangulaire en cuir, attaché à une tige en bois que les Nubiens portent toujours avec eux pour des questions de culte. Quand il parvient à un village, il frappe le sol plusieurs fois (la même cérémonie a lieu avant que les lutteurs n'entrent dans l'aire de combat). L'autre messager sonne du cor simultanément. La foule se rassemble à ce signal, et les jeunes propagent la nouvelle aux compétiteurs potentiels.
Le jour de la cérémonie, tous se rendent sur les lieux de la rencontre, ornés de perles, cendre, fourrures et calebasses que des lutteurs lient généralement à leur ceinture. Le drapeau du village est porté par le champion en tête du cortège ; il est conservé dans une maison, où l'on place aussi les habits de cérémonie des meilleurs lutteurs, les tambours, le long cor et autres objets relatifs à cet événement. C'est dans ou devant cette maison qu'un champion est solennellement paré et enduit avec la cendre, tandis que son suivant observe. Si le voyage est trop long et que les lutteurs doivent se reposer la nuit sur le chemin, leurs femmes et sœurs placent leur habit de cérémonie dans un panier sur leur tête. En avant du cortège se placent les lutteurs les plus forts, suivis des hommes mariés et des garçons ; les femmes ferment la marche.
La compétition commence généralement en début d'après-midi. Mais quand les champions établis se battent, ils le font autour de midi et peuvent même se battre sous un soleil brûlant. Des hommes forment un cercle quelque part, s'accroupissent et mettent leur front contre terre. Pendant que de jeunes hommes dispersent sur eux la cendre des calebasses, ils fredonnent une sorte de prière commune censée aider le champion à sortir victorieux de la confrontation.
Quelques-uns des lutteurs les moins puissants commencent à combattre au centre d'un large cercle ; plusieurs paires peuvent se battre en même temps. Le gagnant est celui qui projette son adversaire au sol sur le dos. Chaque paire est suivie par un arbitre qui peut décider d'interrompre le combat quand les deux lutteurs ne réussissent pas à se départager.